# 保质期

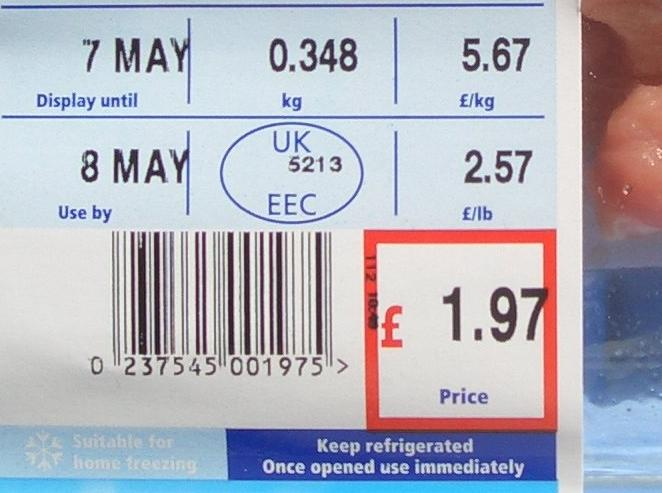
這包豬肉的保质期（下架日期）是5月7日，但食用期限是5月8日

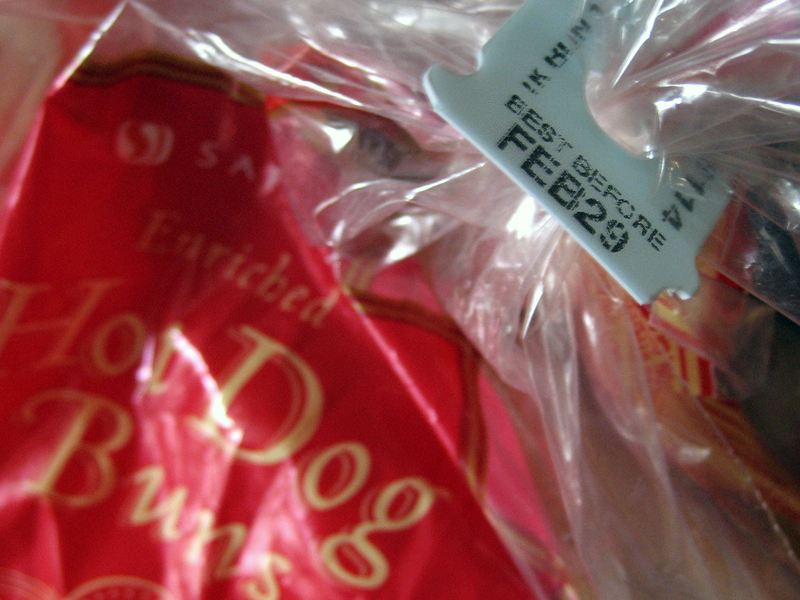
最佳食用日期被標示為2月29日的熱狗麵包

保质期（英語：shelf life），是商品维持适合上架销售质量的储存时限。同类标记有下架日期、最佳食用日期（英語：Best before）、赏味期限、最佳赏味期、此日期前最佳，但含义可能有细微的差别。
過了這個日期的產品，會被移離商店的貨架不再售賣，但這些產品未必會變壞，只是不夠新鮮。這點是與「有效日期」（use by）最主要的不同的地方。很多國家並未將售賣過了保质期的產品列作違法行為。保质期通常用於不易變壞的食品，最常見的例子為麵包、即食麵和薯片等。

## 相關
- 加速老化測試
- 冷鏈
- 有效日期
- 失效率
- 食物浪費
- 存貨週轉
- 包裝
- 計畫性報廢
- 氧化還原反應
- 免費素食主義

## 外部連結
- USDA - Food Product Dating and storage guidelines
- FDA - Food freshness and smart packaging
- How to store your food